# Muyil
Muyil, également connu sous le nom de Chunyaxché, est un site archéologique maya situé au Mexique dans la région du Quintana Roo, au sud-est du  site maya de Tulum. Il a été occupé du préclassique récent au postclassique récent.

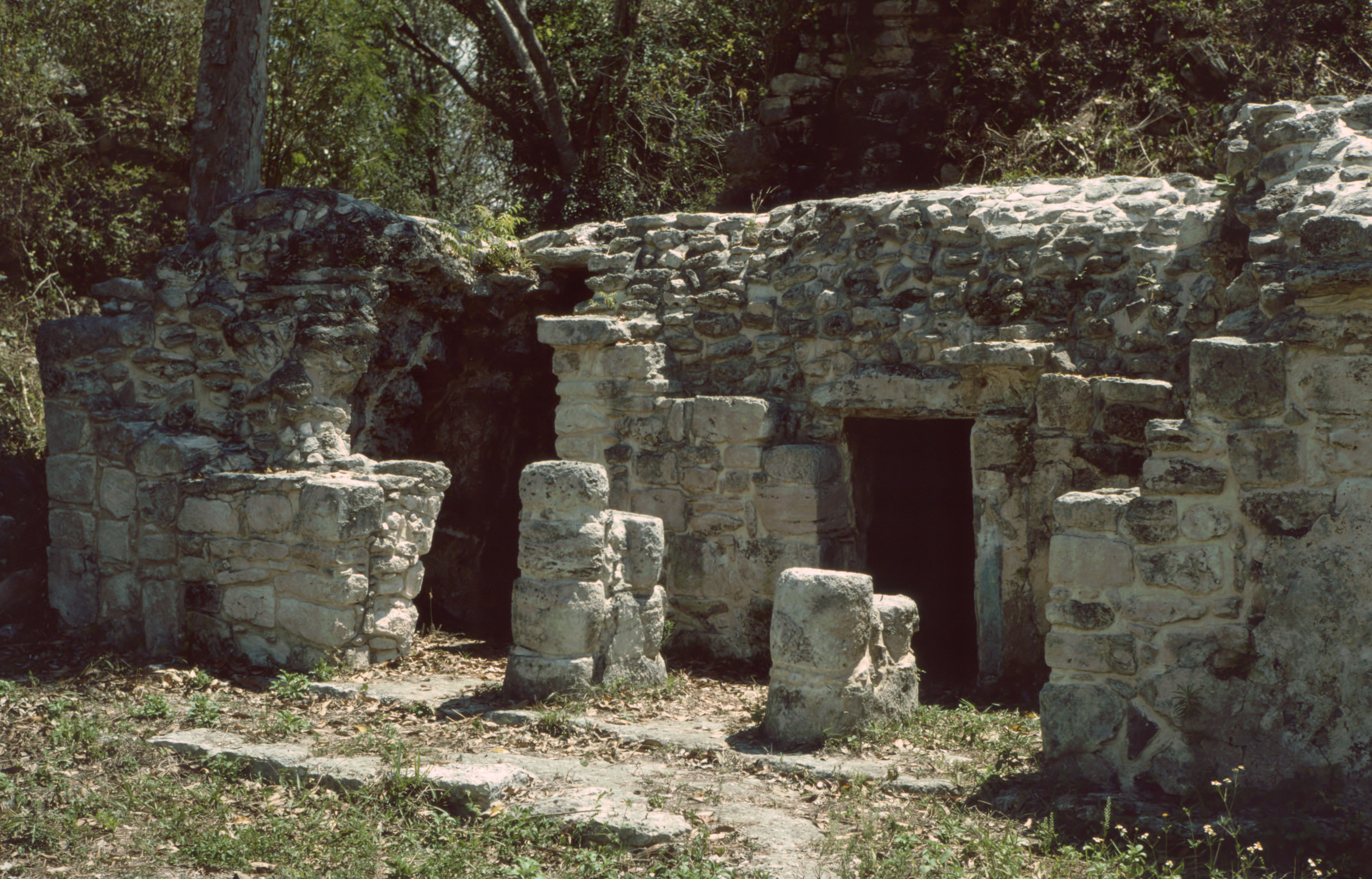
Édifice de l'époque postclassique
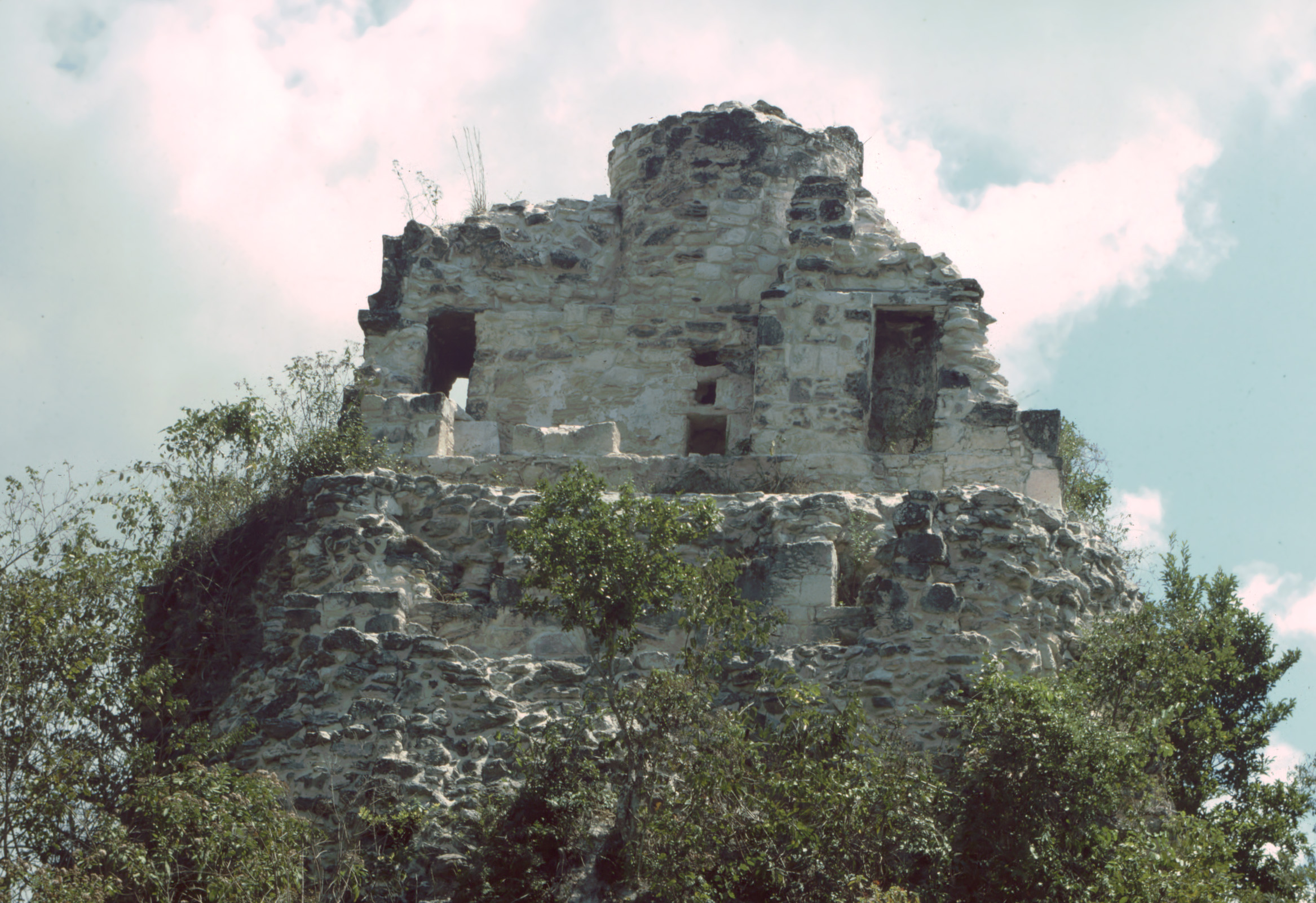
Sommet de pyramide
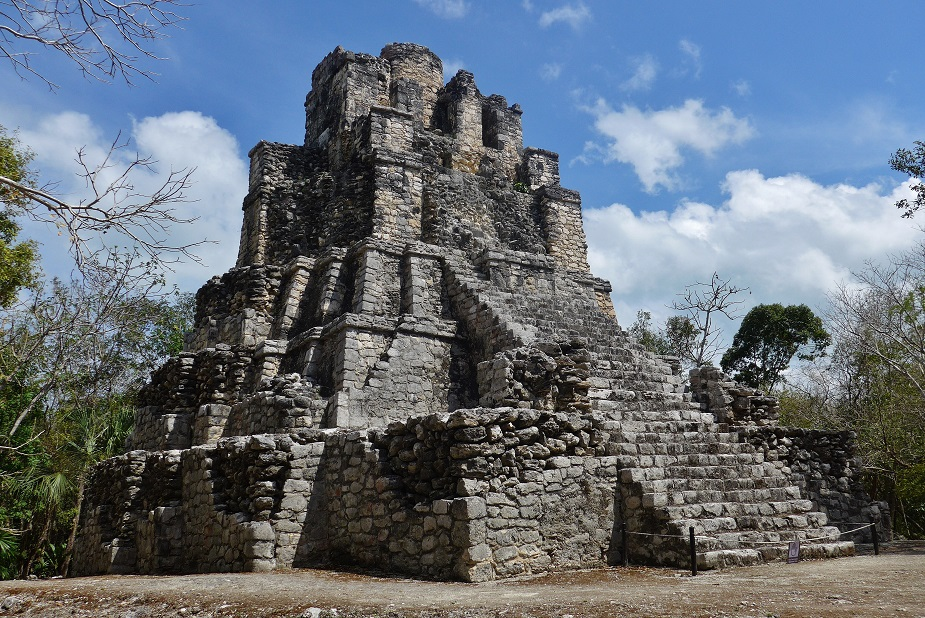
Pyramide du site archéologique de Muyil